# شعر شعبي عراقي
الشعر الشعبي العراقي ينقسم إلى خمس أنواع رئيسية العمودي والدارمي والزهيري والابوذية والعتابة، وهناك أيضا الشعر الحر أو ما يسمى بالنص المفتوح والفرق بين الشعر العمودي والحر هو ان الشعر العمودي يتوجب ان يكون عدد التفعيلات في الصدر مساويا لعدد التفعيلات في العجز بينما الشعر الحر لا يجب فيه ذلك وأيضا الشعر العمودي يأخذ بحرا واحدا من بحور الشعر المتعارف عليها بينما الشعر الحر لا يجب فيه ذلك. وللشعر الشعبي اسم ثانٍ أقل شيوعاً وهو الحِسْچَة. يُعد الشعر الشعبي العراقي جزءًا من الموروث الفكري الشعبي الغني الذي تميز به العراق، وتشهد الساحة حاليًا ظهور كتّاب شباب يسعون إلى إنعاش هذا التراث بصيغ جديدة."

## الشعر الشعبي العمودي
وهو مبني على صدر وعجز وقافية واحدة أو أكثر وتستعمل فيه كل اللهجات العراقية المختلفة مثل اللهجة البغدادية أو الموصلية أو لهجة أهل الجزيرة أو لهجة أهل الرمادي أو لهجة أهل الجنوب، حسب انتماء الشاعر الجغرافي، وهو من أكثر أنواع الشعر الشعبي شيوعاً وانتشاراً بالعراق.

## الشعر الدارمي
هو نوع آخر من أنواع الشعر الشعبي العراقي ويتكون من بيتين فقط، ويقال انه سمي ب (دارمي) نسبة إلى بلاد كانت تسمى دار مي ونشأ فيها هذا النوع من الشعر، وهو يطرح مشاكل أو مواضيع بأسلوب مكثف وجميل ومن التسميات الأخرى للدارمي (غزل البنات).

## الشعر الزهيري
وهو من أنواع الشعر العراقي الجميلة، وفيها يتألّف الزهيري من سبعة أشطر، الثلاثة الأولى تنتهي برَويّ متماثل (لفظ واحد) والثلاثة الثانية تنتهي برَويّ آخر بلفظ آخر، ليعود البيت السابع ليختم بنفس الكلمة في المجموعة الأولى، بشرط أن تتشابه كل مجموعة من الكلمات لفظياً وتختلف في المعنى.

## الشعر الابوذية
تتكون الأبوذي من من اربع أبيات فقط، الأبيات الثلاثة الأولى تنتهي بنفس الكلمة والرابع بكلمة تكون نهايتها بالمقطع (يه) وهي تعبر عن موضوع معين بإيجاز شديد، ويشتهر أهل المناطق الجنوبية من العراق بهذا النوع من الشعر.

## الشعر العتابة
وهو يشبه الابوذية من ناحية اشتمالها على اربعه أبيات إلا أن البيت الأخير ينتهي بكلمة تنتهي بالمقطع (اب)، م هذا النوع غالبا ما يزدهر في المناطق الوسطى والشمالية من العراق.

## مصطلحات الشعر
- اِيْد ورِجِل: يقولونه في كتابة البيت الشعري يكون شطره الأول مكتوباً من أول السطر حتى منتصف الصفحة، ثم يُكتب الشطر الآخر من البيت في السطر التالي أسفلَ منه وتبدأ كتابته في منتصف الصفحة حتى نهايتها.[3]
- الرَّدّودَة: جملة تتكرر في أغنية وغيرها، وهي ما يُطلق عليه لفظ الدَّور في ألفاظ المغنين والمنشدين.[4]
- ذَبّ شِعِر: أي ألقى قصيدة أو قرأ أبياتاً شِعرية.[5]